# Symphonie no 3 de Chávez
Pour les articles homonymes, voir Symphonie no 3.
La troisième symphonie de Carlos Chávez a été composée entre 1951 et 1954. Il s'agit d'une commande de Clare Boothe Luce à la mémoire de sa fille Anne Clare Brokaw.

## Genèse
Carlos Chávez avait rencontré la dramaturge et diplomate Clare Boothe Luce à Florence dans les années 1940. Cette dernière souhaitait que soit créée une œuvre musicale dédiée à sa fille morte dans un accident de voiture à l'âge de dix-neuf ans en 1944.
La composition de cette symphonie fut interrompue à de nombreuses reprises, et ne s'acheva en fait qu'après celle des quatrième et cinquième symphonies de Chávez. Elle fut créée à Caracas par l'orchestre symphonique du Venezuela en décembre 1954.

## Mouvements
1. Introduzione: Andante moderato
2. Allegro
3. Scherzo
4. Finale

## Discographie
- L'orchestre symphonique national dirigé par Carlos Chávez, 1967 (CBS)
- L'orchestre symphonique de Londres dirigé par Eduardo Mata, 1981 (Vox).